# Sunset Presse
 (octobre 2014).
Si vous disposez d'ouvrages ou d'articles de référence ou si vous connaissez des sites web de qualité traitant du thème abordé ici, merci de compléter l'article en donnant les références utiles à sa vérifiabilité et en les liant à la section « Notes et références ».
Sunset Presse est une agence de presse télévisée qui a été fondée en 1989 par le grand reporter et réalisateur Arnaud Hamelin.
En 2005, Sunset a produit plus de 600 reportages et documentaires pour les émissions diffusées par l'ensemble des chaînes françaises : Reportages TF1, Grands Reportages TF1, Envoyé spécial et l'unité documentaire de France 2, Des racines et des ailes France 3, Hors-Série France 3, Les Brûlures de l'Histoire France 3, les documentaires de Canal+, Reporters La Cinq, La Cinquième, France Télévions, Arte Reportage, TV5 Monde, Zone interdite M6, Un œil sur la planète France 2, Les docs du Dimanche France 5, Planète, Planète justice, Infrarouge France 2.
Parmi les productions qui ont marqué l'histoire de Sunset, on peut citer La Face cachée des Kennedy, Marchands d'armes, Les Rescapés de la Cordillère des Andes, Corée du Nord : témoins en fuite, Le Marché de la mort, Kneecapping, Accouchement sous X, La Cavale des innocents, Les Enfants du Ku-Klux-Klan, Les Amish, Les Blanchisseuses de Magdalen, L'Enfant et son revolver, Les Rues de San Francisco, Le Marché de l'innocence, Marilyn, Contre-enquête sur une mort suspecte, Vol 93 : les nouveaux héros de l'Amérique, La liste Golda, Les Misérables: du roman à la réalité, Les dessous du "NON" français à la guerre d'Irak, Détruisez Paris, août 44, Bagdad taxi, Le secret des 7 sœurs 4 × 52 min, Chirac, la justice aux trousses, Les otages de Bagdad, Syrie: les armes chimiques, Sortir ou non du nucléaire, Chroniques de la Mondaine 4 × 52 min, Sarajevo, mon amour, Berlin, mon amour,Belfast, mon amour, Bagdad, mon amour, Syrie: les enfants de la liberté, Le musée du Bardo, Duel:Mandela vs de Klerk, Le serment des Hitler, Normandie-Niémen...
Par ailleurs, Sunset coproduit de grands documents et distribue par Zodiak Int, Lagardère int et Java, ses reportages et documentaires en Europe, Moyen-Orient, Afrique, Amérique latine, dans les Émirats arabes unis, au Japon, aux États-Unis.
Enfin, Sunset a produit des séries sur les événements, les femmes et les hommes qui ont marqué l'histoire contemporaine : Le Dernier Jour, Que sont-ils devenus ?, Ce jour-là, Les Grandes Manœuvres sur le monde du travail en France (20 × 26 min), France-États-Unis sur la nouvelle économie en France et aux États-Unis. Les derniers jours d'une icône; (22 heures de programme); Affaires classées (coproduction) 23 heures de programme.
2013-2014 Sunset développe des partenariats avec la Russie et la Chine pour plusieurs projets historiques.